# Duriocoris
Duriocoris is een geslacht van wantsen uit de familie van de Reduviidae (Roofwantsen). Het geslacht werd voor het eerst wetenschappelijk beschreven door Miller in 1940.

## Soorten
Het genus bevat de volgende soorten:

- Duriocoris geniculatus Han, P.F. Li & Cai, 2005
- Duriocoris placens Miller, 1948
- Duriocoris serratus Miller, 1940